# Sozialistische Alternative (SAV)
Die Sozialistische Alternative (SAV) ist eine deutsche trotzkistische Organisation. Sie bildet die deutsche Sektion der International Socialist Alternative.

## Profil
Die SAV versteht sich selbst als „revolutionäre, sozialistische Organisation in der Tradition von Marx, Engels, Lenin, Trotzki, Luxemburg und Liebknecht“. Sie steht nach eigenem Bekunden „für Gegenwehr, Solidarität und Sozialismus“.
Ihr Ziel ist nach ihrem Statut „die Abschaffung des kapitalistischen Wirtschaftssystems und der Aufbau einer sozialistischen Demokratie auf der Grundlage der Überführung der Produktionsmittel in Gemeineigentum und einer demokratisch geplanten Wirtschaft, in Deutschland wie international“. Diese dauerhafte Veränderung der Macht- und Eigentumsverhältnisse sei jedoch nur möglich, wenn, wie es heißt, „die Massen über eine schlagkräftige Organisation“ verfügten, die diese Ideen in die Linke und die Arbeiterbewegung trage und wenn sie dort Wurzeln schlügen. Man wolle eine solche Organisation aufbauen.
Die SAV distanziert sich vom „Stalinismus“. Alle Staaten, in denen der Kapitalismus gestürzt worden sei, seien Staaten mit „Staatseigentum an Produktionsmitteln und mit totalitärer Einparteiendiktatur“ geworden, bislang aber sei „kein Land der Welt sozialistisch gewesen“. Nach dieser Auffassung herrschte dort jeweils nicht die Arbeiterklasse, sondern eine bürokratische Elite. Es gab „Privilegien für die Funktionäre, Unterdrückung von Kritik und Kritikern, Herrschaft von oben nach unten statt freier und gleichberechtigter Diskussionen auf allen Ebenen“.

## Geschichte
Die SAV ging 1994 als Partei aus der Gruppe Voran hervor und trug zunächst den Namen Sozialistische Alternative – Voran. Der Namensbestandteil Voran wurde mit der Umbenennung des Zentralorgans 2002 obsolet und ist nicht mehr Bestandteil des Namens. Die SAV versteht sich als deutsche Sektion der in Brüssel ansässigen International Socialist Alternative (ehemals Committee for a Workers’ International, CWI) und erkennt deren Beschlüsse an. Die SAV hatte Anfang 2005 ca. 380 Mitglieder, die in 26 Ortsgruppen organisiert waren. Seit April 2005 gibt SAV die monatlich erscheinende Zeitschrift sozialismus.info mit dem Untertitel Magazin für marxistische Theorie und Praxis heraus und betreibt die gleichnamige Website.
Am 30. September 2001 gründete die SAV die formell eigenständige Jugendorganisation Widerstand international!, die sich 2003 auflöste.
Bei der Landtagswahl in Hessen 2003 trat die SAV mit einem Direktkandidaten im Wahlkreis Kassel-Stadt II an und erreichte 356 Stimmen (1,0 %). Bei der Bürgerschaftswahl in Bremen 2003 trat die Partei nur im Wahlbereich Bremen an und erreichte 542 Stimmen (0,2 %).
Bei der Kommunalwahl 2004 erhielt sie 2004 mit 4222 Stimmen (2,5 %) einen Sitz in der Rostocker Bürgerschaft, bei den Kommunalwahlen 2009 in Mecklenburg-Vorpommern mit 3409 Stimmen (1,6 %) einen Sitz. Mitglieder der SAV waren in den Stadträten von Köln und Celle als Vertreter von kommunalen Wahlbündnissen vertreten. Bei den Wahlen am 17. September 2006 wurde je ein SAV-Mitglied auf Listen der WASG in die Berliner Bezirksverordnetenversammlungen von Pankow, Mitte und Lichtenberg gewählt.
Die SAV veranstaltet jährlich die „Sozialismustage“, meist zu Ostern. Diese Veranstaltung hatte etwa 250 (2000) bis 400 (2003–2005) Besucher. Diskutiert werden dort aktuelle, historische und theoretische Themen.
Im März 2005 wurde im Zuge der Mitarbeit in der WASG der Anspruch, eine Partei zu sein, endgültig aufgegeben, die Eigenbezeichnung „Partei“ wurde im Statut der SAV durch „Organisation“ ersetzt.
Die Mitgliederzahl stieg von 300 im Jahr 2000 auf 400 im Jahr 2007 an.
Im Sommer 2013 war die SAV für einige Wochen im Bundestag vertreten, als die Abgeordnete der Linksfraktion Heidrun Dittrich Mitglied der Organisation wurde.
2016 gründete die SAV den Manifest Verlag der beginnend mit der November-Ausgabe (Nr. 160) auch die Solidarität herausgibt.
Ende Juli 2019 gab die Mehrheit des Bundesvorstandes der SAV u. a. auf ihrer Homepage bekannt, dass sich die Organisation, so wie auch die internationale Verbindung CWI, spalten werde.
Die Bundesvorstandsmehrheit wirft dabei den anderen Sektionen des CWI, insbesondere denen aus Irland, Griechenland und den USA, vor, eine „rechts-opportunistische“ Entwicklungsrichtung eingeschlagen zu haben, sich dem Druck "kleinbürgerlicher" Ideen wie der Identitäts- und Umweltpolitik gebeugt und die Sozialistische Programmatik verwässert zu haben. Unterschrieben wurde der veröffentlichte Aufruf von zahlreichen SAV-Mitgliedern, welche später die Sozialistische Organisation Solidarität (Sol) gründeten.
Ein Gegenaufruf gegen "unnötige Spaltung im CWI und der SAV" wurde ebenfalls auf der SAV-Homepage veröffentlicht und unter anderem von Lucy Redler und dem Rapper Holger Burner unterstützt. Die Unterzeichner des Gegenaufrufs, die sich in der heutigen SAV organisieren, werfen der Bundesvorstandsmehrheit vor, demokratische Prinzipien über Bord geworfen und Gelder sowie Zugang zu E-Mail-Accounts und Social-Media-Kanäle an sich genommen zu haben.
Auf einer Bundeskonferenz im September 2019 entschied die Mehrheit der Mitglieder, Teil der Mehrheit des CWI zu bleiben. Eine Minderheit verließ daraufhin die Organisation, darunter die Mehrheit des Bundesvorstands und der Bundesleitung. Die Ausgetretenen gründeten am 8. September 2019 die neue trotzkistische Organisation Sozialistische Organisation Solidarität (Sol).

## Organisationsstruktur
Die SAV ist in Regional- und Stadtverbände sowie Ortsgruppen gegliedert. Bedingungen für eine Mitgliedschaft sind Anerkennung des Grundsatzprogramms und Statutes, aktive Mitarbeit sowie Zahlung eines monatlichen Mitgliedsbeitrags. Die Tätigkeit der jeweiligen Gliederungen wird von einem gewählten Vorstand koordiniert. Intern koordiniert sich die SAV nach dem Prinzip des demokratischen Zentralismus.
Das höchste Organ ist die Bundeskonferenz, die mindestens alle zwei Jahre stattfindet. Sie setzt sich zusammen aus den Delegierten der jeweiligen Orte, entscheidet über die politischen Richtlinien der Organisation und wählt die Kontrollkommission sowie den Bundesvorstand. Dieser wählt aus seinen Reihen die Bundesleitung, welche die Amtsgeschäfte zwischen den Vorstandssitzungen leitet.
Funktionäre erhalten nicht mehr als einen Facharbeiterlohn, müssen den Mitgliedern jederzeit Rechenschaft über ihre Tätigkeit ablegen und können auf Initiative einer qualifizierten Mehrheit von ihrem Verantwortungsbereich abgewählt werden. Beschlüsse werden nach einer offenen internen Diskussion gefasst und sollten dann von allen Mitgliedern getragen werden können.

## SAV, WASG und Linkspartei

### Wahlalternative Arbeit & soziale Gerechtigkeit
In der Entstehungszeit der Partei WASG rief die SAV ihre Mitglieder massiv zur Teilnahme auf. Ziel war die Durchsetzung eines „kämpferischen Kurs[es], demokratische[r] Strukturen und eines sozialistischen Programms“. Es gab eine Diskussion um Unvereinbarkeit von SAV- und WASG-Mitgliedschaft, die von dem IG-Metall-Funktionär und WASG-Gründungsmitglied Klaus Ernst ausgelöst wurde. Dieser argumentierte, die SAV sei ein „Wählerschreck“. Die SAV dagegen argumentierte, dass die WASG nur als eine Sammlungsbewegung aller Kräfte, die gegen den Sozialabbau kämpfen, eine Chance habe, sich dem Neoliberalismus entgegenzustellen. Mit der Bundeskonferenz der WASG vom 6. bis 8. Mai 2005 in Dortmund, auf der der pluralistische Charakter der WASG festgehalten wurde, wurde dieser Streit beendet. Die SAV hat bei der Bundestagswahl 2005 zur Wahl der Linkspartei.PDS aufgerufen. Im Vereinigungsprozess von WASG und Linkspartei.PDS trat sie für das Zusammengehen beider Parteien ein und wollte der neuen Linken den Charakter einer sozialistischen Arbeiterpartei geben. Als Voraussetzung forderte sie das Ende der Regierungsbeteiligung der Linkspartei.PDS in Berlin.

### WASG Berlin und BASG
Die SAV gewann im Streit um die Kandidatur der Berliner WASG zu den Abgeordnetenhauswahlen 2006 bundesweite Aufmerksamkeit. Der Landesverband der WASG warf der Linkspartei.PDS eine neoliberale Regierungspraxis vor, die sie im Berliner Senat sowie in der Landesregierung von Mecklenburg-Vorpommern mit der SPD als Koalitionspartner betrieben habe. Darum stimmte der Landesverband in einer Urabstimmung gegen einen gemeinsamen Wahlantritt mit der PDS. Viele WASG-Mitglieder, die die spätere Fusion aus Linkspartei und WASG befürworteten, kandidierten daraufhin auf der Liste der PDS für das Abgeordnetenhaus. Das Berliner WASG-Landesvorstandsmitglied und SAV-Mitglied Lucy Redler wurde zur Spitzenkandidatin der WASG-Landesliste gewählt.
Mit 2,9 % der Stimmen konnte die WASG nicht ins Abgeordnetenhaus von Berlin einziehen, die Listen der WASG für die Wahlen zur Bezirksvertretung überwanden aber zugleich in sieben der zwölf Bezirke die 3 %-Hürde. Nach dem bundesweiten Zusammenschluss von Linkspartei.PDS und WASG am 16. Juni 2007 gründete der Berliner Landesverband einen eigenständigen Regionalverein unter dem Namen Berliner Alternative für Solidarität und Gegenwehr. Dieser wurde von der SAV mitgetragen.

### Die Linke
Während in Westdeutschland die Mehrheit der SAV-Mitglieder in die Linkspartei.PDS bzw. die Die Linke eintrat, formierten sich die ostdeutschen Gruppen außerhalb dieser Partei. Sie warfen ihr vor, sie habe in Kommunal- und Landesregierungen „eine Politik gegen die Interessen der Mehrheit der Bevölkerung mitgetragen“. Die Ost-SAV warf der Partei in den alten Bundesländern auch eine ausufernde Bürokratie und mangelnde Demokratie vor. 2008 gab es einen Positionswechsel. Die SAV gab den Eintritt ihrer ostdeutschen Mitglieder in Die Linke bekannt. Man beabsichtige, die „marxistischen Kräfte“ in der Partei zu stärken, nachdem der Versuch von außen, z. B. durch die BASG, Druck auszuüben, gescheitert sei. Es kam zu Einsprüchen gegen Beitritte, so durch den stellvertretenden Linke-Vorsitzenden Klaus Ernst, denen die Parteigremien zum großen Teil zustimmten. Begründet wurde dies damit, dass davon auszugehen sei, SAV-Mitglieder würden sich nicht an Beschlüsse der gewählten Parteiinstanzen halten. Lucy Redler und andere versuchten im Jahr darauf erneut, in Die Linke einzutreten, was diesmal gelang. Seit 2014 ist sie Mitglied des Bundessprecher*innenrates der Strömung Antikapitalistische Linke (AKL), seit 2016 auch Mitglied des Parteivorstandes der Partei DIE LINKE.

## Politische und behördliche Bewertungen
In der politikwissenschaftlichen Literatur gibt es kaum eine Wahrnehmung der SAV. Gelegentlich wird sie als „trotzkistische Splitterpartei“ und Teil eines „Regenbogens“ kleiner linker Zusammenschlüsse beschrieben, oder es wird eine Einordnung der SAV-Positionierungen innerhalb des linken Spektrums versucht.
Im nachrichtendienstlichen Jahresbericht 2015 durch das BfV wurde die SAV in die Kategorie des Linksextremismus eingeordnet. Das ist seit Jahren die behördliche Bewertung. Die Observation durch das Bundesamt habe ergeben, dass die SAV sich an bundesweiten Protestaktionen und Kampagnen beteiligt habe, insbesondere habe sie zur Teilnahme an den Protesten anlässlich der Eröffnung des Neubaus der Europäischen Zentralbank (EZB) in Frankfurt am Main mobilisiert. Sie sei „mit zahlreichen Mitgliedern aus verschiedenen Bundesländern“ bei den Blockaden und bei der Demonstration vertreten gewesen. Ihr Hauptaugenmerk liege bei den Aktionsfeldern „Antimilitarismus“ und „Antiglobalisierung“. Das Fernziel aber sei die „Schaffung einer kommunistischen Gesellschaft“. Der Verfassungsschutzbericht 2019 bezeichnet die SAV gemeinsam mit der Abspaltung Sol als "ideologische Taktgeber" innerhalb der innerparteilichen Strömung AKL.